# Ubežni hrib
Ubežni hrib (nizozemščina: Vliedberg izg.: flidberh) je splošno ime za umetne hribe ali griče (gomile), ki jih najdemo predvsem po nizozemski provinci  Zelandiji. Čeprav je veliko tolmačenj, čemu so služile te od pet do dvanajst metrov visoke gomile, prevladuje mnenje, da je večina ubežnih hribov prvotno služila kot hribovi za gradove mota. Torej izvorno zelandsko ime nakazuje, da je to v zgodnjem srednjem veku kraj, kamor se lahko »ubeži« (vlied) pred poplavami ali »pribežališče« ali »zatočišče«  pred poplavami ali kasneje tudi pred sovražnikom.

## Zgodovina in izvor

### Najzgodnejše obdobje
Večina ubežnih hribov je bila ustvarjena v obdobju od konca dvanajstega do štirinajstega stoletja. V tem obdobju v Zelandiji skorajda ni bilo centralne oblasti. Da bi se bolje branili, so nekateri zemljiški gospodje v tistem času gradili preproste gradove mote. Najstarejši je sestavljen iz strme jedrne gomile in lesenega gradu, ki je bil zgrajen na vrhu obstoječe gomile. Gradbeni material za jedro gomile so običajno dobili okoli gomile, tako da so okoli izkopali jarek. Tako nastale ubežne hribe običajno imenujemo dvodobne, ker so bili zgrajeni v dveh obdobjih (najprej gomila in kasneje jedrna gomila). Ubežni hribi, ki niso bili zgrajeni na obstoječi gomili, se pogosto imenujejo enodobni griči. Na vrhu jedrnega griča na okroglem platoju je običajno stal preprost lesen grad ali utrdba, ki je bila nato obdana s palisado. Prednost tega tipa gradu je bila preprosta in poceni gradnja, saj je bil zgrajen le z lokalno dostopnimi materiali (zemlja in les). Ti gradovi mote so bili predhodniki veliko bolj znanega vodnega gradu.

### Kasnejši razvoj
Nekateri od teh preprostih gradov mot so sčasoma postali večji in bolj zapleteni. V dvanajstem stoletju se je grad mota razvil v svojo končno obliko. Ta oblika je bila najprej sestavljena iz jedrne gomile, imenovane tudi zgornje dvorišče, na kateri je bila zgrajena utrdba. Ta utrdba je bila obdana s palisadnim zidom, ki so ga v kasnejšem razvoju pogosto zamenjali s kamnitim zidom. Sama jedrna gomila je običajno obdana z jarkom. Motni hrib z utrjenim stolpom je predstavljal stanovanjski (plemiški) in vojaški značaj gradu. Včasih je mote sestavljal tudi en ali več zunanjih gradov, vendar je bilo to v Zelandiji redko. Običajno je bil nižji 'nederhof', območje, ki je bilo prav tako obdano z jarkom in obdano s palisado. Vsakdanje življenje se je odvijalo v tem nižjem dvoru, s svojimi gospodarskimi poslopji in včasih s kapelo ter dejanskim prebivališčem gospoda. Vendar ta opis služi le kot primer, variant je bilo veliko. V regiji Zelandije je kot ubežni hrib najbolj znan primer popolnoma razvitega gradu mote grad Trojenska gora v vasi Borssele. Poleg jedrne gomile, ki je bila zgrajena ob predvorju, je na terenu prepoznaven tudi povsem kvadraten kanal. Izven Zelandije so se nekateri gradovi mote razvili v popolne kamnite gradove, kot jih je še danes mogoče videti v Limbrichtu in Leidnu. Ni gotovo, ali je ta razvoj potekal tudi v Zelandiji, saj na nobenem od ubežnih hribov v Zelandiji ni ostankov gradu. Iz arheoloških raziskav pa je znano, da je leseno palisado na Trojenski gori zamenjal kamniti zid. V Zelandiji so gradovi mote dokončno propadli. Ostale so zemeljski ubežni hribi, katerih prvotna funkcija je bila po nekaj stoletjih pozabljena. Številni ubežni hribi so bile spremenjeni v razgledne točke za opazovalnice, s katerih je bilo mogoče že v zgodnji fazi prepoznati bližajoče se sovražnike. V ta namen so prvotno položne, le nekaj metrov visoke hribe ponekod dvignili na višino preko 10 metrov in jih opremili s stražnimi stolpi. Medtem ko ti stražni stolpi danes niso več ohranjeni, lahko še vedno najdete veliko ubežnih hribov zlasti na Walcherenu.

## Razširjenost ubežnih hribov v Zelandiji
Nekoč je bilo v Zelandiji okoli 170 mot. Ubežne hribe je še vedno mogoče najti v pokrajini na približno 38 mestih. Večina se nahaja na Walcherenu in Južnem-Bevelandu. Nekaj ubežnih hribov je mogoče najti tudi na Tholenu, v Zelandska-Flandrija in na Schouwen-Duivelandu.

## Rekonstruirani gradovi mote
Kljub dejstvu, da so vsi prvotni gradovi na ubežnih hribih izginili, je tip gradu še vedno mogoče obiskati v Oostkapelle, Zelandija, (Nizozemska), Lütjenburg in Kanzach (Nemčija) ter v Saint-Sylvain-d'Anjou (Francija).
Na teh mestih lahko vidite verne rekonstrukcije gradov mot na (ubežnem) hribu.